# Corte de' Frati
Corte de' Frati é uma comuna italiana da região da Lombardia, província de Cremona, com cerca de 1.368 habitantes. Estende-se por uma área de 20 km², tendo uma densidade populacional de 68 hab/km². Faz fronteira com Alfianello (BS), Grontardo, Persico Dosimo, Pontevico (BS), Pozzaglio ed Uniti, Robecco d'Oglio, Scandolara Ripa d'Oglio.

## Demografia
| Variação demográfica do município entre 1861 e 2011                               |
|                                                                                   |
| Fonte: Istituto Nazionale di Statistica (ISTAT) - Elaboração gráfica da Wikipedia |